# Trinidad y Tobago en los Juegos Paralímpicos de Seúl 1988
Trinidad y Tobago estuvo representado en los Juegos Paralímpicos de Seúl 1988 por cuatro deportistas masculinos. El equipo paralímpico trinitense no obtuvo ninguna medalla en estos Juegos.